# Herpílio
Herpílio (Herpylion, derivado do grego ερπυλλος, "serpilho") foi um general romano do século IV, ativo no reinado do imperador Constantino I (r. 306–337). Em 336, os taifalos revoltam-se contra Constantino na Frígia e Nepociano, Urso e ele os suprimiram.